# Flyball

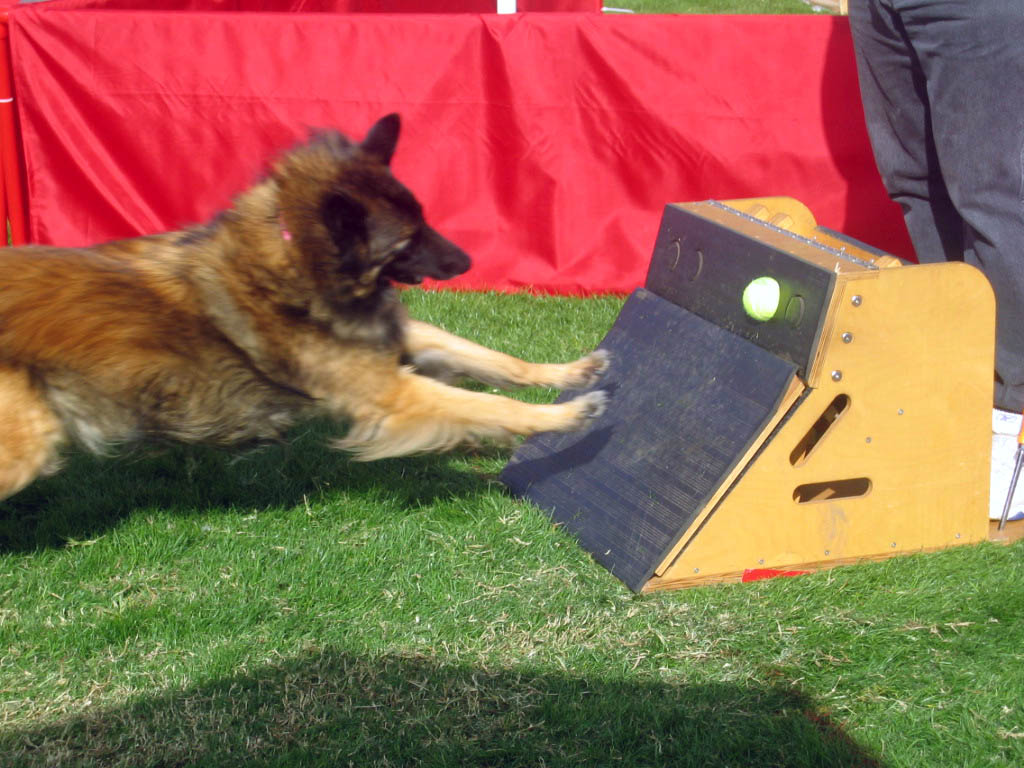
Flyball-Box: wenn der Hund die schräge Fläche berührt, wird der Ball freigegeben

Flyball ist eine Hundesportart, welche ca. 1990 von Amerika nach England und dann weiter nach Mitteleuropa gekommen ist.

## Sport
Beim Flyball werden vier Hürden, die in einer Reihe aufgestellt sind, und eine sogenannte Flyballmaschine genutzt. Flyball ist eine Art Staffellauf, vier Hunde müssen nacheinander den Parcours durchlaufen. Der Hund versucht, möglichst schnell über die Hürden zur Flyballmaschine zu gelangen, deren Auslösetaster zu betätigen, den Ball zu fangen und mit dem Ball über die Hürden zurück ins Ziel zu kommen. Erst nachdem der Hund zurück über die Startlinie gelaufen ist, darf der nächste Hund den Parcours betreten. Die Zeiten und die Wechsel werden von einer Lichtschranke überwacht und eventuelle Fehler per Linienrichter mit Lichtzeichen an einer Ampelanlage angezeigt.
Ziel von Flyball ist nicht nur eine schnelle Zeit, sondern auch Präzision. So werden für das nicht Überspringen von Hindernissen, das Fallen lassen des Balles oder ein Frühstart des Hundes ein Fehler angezeigt und der Hund muss bzw. kann nochmals in den Parcours geschickt werden.
Die Hürdenhöhe wird vom kleinsten Hund im Team festgelegt (mindestens 15 cm, maximal 32,5 cm).
Jeweils vier Teams aus Hund und Hundeführer sind eine Mannschaft, zwei Mannschaften spielen gegeneinander. Auf Grund der Schnelligkeit dieses Wettbewerbs ist diese Sportart ideal für Zuschauer.
Die erste deutsche Meisterschaft in dieser Sportart fand am 20. und 21. September 2008 in Hungen statt. 33 Mannschaften aus ganz Deutschland traten dabei in sechs Divisionen an. Den Titel holte sich das Team „16 Paws of Power“ aus Hungen und brach auch den deutschen Rekord mit einer Zeit von 17,59 Sekunden. Mittlerweile (6. April 2025) liegt der Deutsche Rekord bei 14,78 sek, und wird von der Mannschaft FantasticFour von Hundesportclub Hessen-Mitte e.V gehalten.
Im Mai 2013 stimmte die Generalversammlung der FCI der Schaffung einer Kommission für Flyball zu.